# Leif Arkeryd
Leif Oskar Arkeryd, född 24 augusti 1940, är en svensk matematiker och professor emeritus i matematik vid Chalmers tekniska högskola. Han är specialist på teorin kring Boltzmann-ekvationen. 
Arkeryd disputerade 1966 för filosofie doktorsgrad vid Lunds universitet 1966; avhandlingen hade utarbetats under handledning av Jaak Peetre.

## Publikationer i urval
- Arkeryd, L. (Leif) Cutland, Nigel. Henson, C. W. (1997). Nonstandard analysis : theory and applications. Kluwer Academic Publishers. ISBN 079234586X. OCLC 36746427. http://worldcat.org/oclc/36746427. Läst 23 juni 2019
- Arkeryd, Leif. Nonstandard Analysis and its Applications. Cambridge University Press. sid. 321–340. ISBN 9781139172110. http://dx.doi.org/10.1017/cbo9781139172110.011. Läst 23 juni 2019